# مازن الفرج
مازن الفرج لاعب كرة قدم سعودي سابق، ولعب في ونادي الهلال، كما مثل المنتخب السعودي للشباب.

## مسيرة اللاعب
تدرج من براعم نادي الهلال ولعب في أندية الهلال والطائي والحزم وأبها والرائد والاتفاق والشعلة والرياض.

## روابط خارجية
- مازن الفرج على موقع Soccerway.com (الإنجليزية)